# Let’s Get to It
A Let’s Get to It Kylie Minogue ausztrál énekesnő negyedik stúdióalbuma. Ez volt az utolsó lemeze, melyet a Pete Waterman Limited-del kötött szerződésének teljesítése végett adott ki. Az albumot 1991. október 14-én adták ki az Egyesült Királyságban. Ausztráliában 1991. november 25-én a Mushroom Records gondozásában jelent meg. Miután 1991 elején Matt Aitken kilépett a Stock Aitken Waterman trióból, a megmaradt producerek még egy lemezt akartak elkészíteni Minogue-gal, annak ellenére, hogy szerződés nem kötelezte erre az énekesnőt. A producerek Mike Stock és Pete Waterman beleegyezett abba, hogy megosztják Minogue-gal a dalszerzői jogokat hat dalon, együttműködésük során először. Hónapokat töltöttek a felvételekkel a PWL Studios-ban, mely hosszabb idő volt, mint bármelyik korábbi lemeze esetében.
Zeneileg a Let’s Get to It változatos hangzású, ugyanis a lemezen megjelenik a hiphop, a new jack swing, a house és a dance-pop is. A zenei kritikusok vegyes kritikákat fogalmaztak meg. Felismerték Minogue kreatív munkáját, az imázsát, habár a lemezen tapasztalható produceri munkával kapcsolatban ambivalens érzelmeik voltak. Ez a lemez Minogue legkevésbé sikeres lemezei közé tartozik, ugyanis nem jutott be a Top 10-be se Ausztráliában, se az Egyesült Királyságban. Ennek ellenére Ausztráliában a lemez aranylemez státuszt ért el az Ausztrál Hanglemezgyártók Szövetsége. Az albumról négy kislemez lett kiadva, köztük az „If You Were with Me Now” és a „Give Me Just a Little More Time”, melyek Top 10-esek lettek az Egyesült Királyságban, és a további kislemezek, a „Word is Out” és a „Finer Feelings” a Top 20-at érték el az Egyesült Királyságban. Minogue a lemezt tovább népszerűsítette a Let’s Get to It Tour elnevezésű koncertsorozattal, mely 1991 októberében és novemberében Európában zajlott.

## Háttér és kidolgozás
1990-ben adta ki Minogue harmadik stúdióalbumát, a Rhythm of Love-ot, mely egy szexuálisan szabadabb imázst és dance hatású hangzást tükröz. Sokkal jobban belefolyt a kreatív munkájába és hangszerelésébe korábbi lemezeivel ellentétben. Most először dalszerzőként is feltűnt, bár a lemez producerei Stock Aitken Waterman voltak. A Rhythm of Love promóciója botrányos videókat is tartalmazott, melyek a „Better the Devil You Know” és a „What Do I Have to Do” dalokhoz készültek. Ezek hozzájárultak Minogue egyre provokatívabb imázsának kialakításához. Romantikus kapcsolata az ausztrál rockbanda, az INXS énekesével, Michael Hutchence-szel, mely nagy hatással volt rá a Rhythm of Love megalkotása során, nagy figyelmet kapott. 1991 elején Hutchence befejezte a kapcsolatukat 16 hónap után.
Miután befejezte a Rhythm of Love Tour elnevezésű turnéját, mely 1991 februárjában és márciusában zajlott Ázsiában és Ausztráliában, Minogue egy kis szünetet tartott, és Párizsban a barátaival töltött némi időt. Köztük volt a brit fotográfus, Katerina Jebb, akivel később rendszeresen együtt dolgozott. A Rhythm of Love készítése során Stock Aitken Waterman nehezen talált közönséget popzenéjükre. Csalódtak az aktuális zenei trendekben. Ennek következtében Matt Aitken 1991-ben kilépett a Stock Aitken Waterman csapatból, mert úgy érezte, hogy „kiégett” mondván, hogy „az emberek azt mondják, hogy minden dalunk ugyanúgy hangzik, amely eljutott arra pontra, hogy már nekem is egyformának hangzanak”.

## Felvétel és gyártás
Minogue-ot nem kötötte szerződés a Let’s Get to It elkészítéséhez. Kezdetben a PWL három stúdióalbumra szerződtette le. Ennek ellenére Pete Waterman és a PWL társtulajdonosa David Howells még egy lemezt akart elkészíteni vele az eddig elért kereskedelmi sikerek miatt. Stock ezügyben felvette a kapcsolatot az éppen Párizsban tartózkodó Minogue-gal, aki beleegyezett a lemez elkészítésébe. 1991 folyamán Minogue otthagyta Párizst és visszatért Londonba, hogy producereivel, Stock-kal és Waterman-nel munkához lássanak a PWL Studios-ban. A producerek megegyeztek abban, hogy most először megosztoznak a dalszerzői jogokon Minogue-gal, aki hat dalon is fel volt tüntetve, mint társszerző. Waterman tanácsokat adott a dalok tartalmát és címeit illetően, míg Stock és Minogue összerakták a dalokat a nap folyamán, miután számos dallammal próbálkoztak. A „Word is Out” tíz perc alatt lett rögzítve, mialatt Minogue úton volt a reptérre. Hónapokat töltött a lemez elkészítésével, mely a korábbi munkáira szánt időhöz képest sokkal hosszabb volt.
A lemez készítése alatt a klub zene és a londoni klub szcéna magával ragadta Minogue-ot. Bár zenéjét korábban is játszották a klubokban, számos klub lenézte őt a zenéjében hallható pop elemek miatt. Ahhoz, hogy a klubok hitelesebbnek tartsák, Minogue megalkotott egy álnevet és számos promóciós bakelitet adott ki. Ezeken olyan dalok szerepeltek, mint a „Do You Dare” és a „Closer”, melyek később a „Give Me Just a Little More Time” és a „Finer Feelings” kislemezek B-oldalára kerültek fel. Minogue elhintette, hogy reméli, hogy még több időt tud eltölteni az album felvételeivel 1991 folyamán. A Smash Hits magazinnak adott interjújában megemlítette, hogy lehet, hogy Amerikában majd több időt tud tölteni a dalszerzéssel, ami később azonban meghiúsult.
Waterman és a PWL számos olyan dalt importált a Let’s Get to It-hoz, melyet olyan külföldi eladók rögzítettek, mint a 2 Unlimited, akik 1991-es „Get Ready For This” című dala erősen felismerhető az „I Guess I Like It like That”-ben. Az volt a szándékuk, hogy ezeket a dalokat olcsón megvegyék, majd ezekkel nagy haszonhoz jussanak. Ennek köszönhetően Stock ihlettelennek érezte magát és megalkotta Waterman-nel a „Finer Feelings”-et, ugyanis Minogue szeretett volna szexisebb tartalmat is a lemezre. Minogue és az amerikai énekes, Keith Washington külön-külön megírta és rögzítette duettjüket, az „If You Were with Me Now"-t. Ez volt Minogue első duettje, mely saját lemezére felkerült. Duettje, az „Especially for You” korábban Jason Donovan 1989-es Ten Good Reasons című lemezére készült. A Let’s Get to It-ra utoljára felvett dalok egyike volt a „Give Me Just a Little More Time” feldolgozása.

## Zenei stílus és dalszövegek
Minogue megjegyezte, hogy a dalai a Let’s Get to It-en „egészen változatosak”, a „szving-en át a soul-osabb” dalokon túl „érettebb dance zenével” is találkozhatunk. Nick Levine a Digital Spy-tól az albumot az „eddigi legváltozatosabb dalai gyűjteményének nevezte”. A Slant Magazine kiemelte a hiphop, a new jack swing és house hangzásokat, melyek hangsúlyozottan fellelhetőek a Let’s Get to It lemezen. Lee Barron, a Social Theory in Popular Culture-ben kiemelte, hogy egyértelműen észrevehető a hangzásbeli változás Minogue korábbi lemezeinek jellegzetes hangzásvilágához képest, többek közt az R&B hangzásnak köszönhetően, míg az AllMusic-os Chris True szerint a daloknak van egy „bizonyos légies hatása”, ugyanakkor „legalább annyira táncra hívogatóak, mint a Rhythm of Love” dalai. A Let’s Get to It a „Word is Out”-tal nyit, melyen a new jack swing a jazz-zel olvad össze. A „Too Much of a Good Thing” című house dalt a „Finer Feelings” követi, melynek szövege Minogue „szexisebb és szofisztikáltabb oldalát” mutatja Nick Levine vélemyénye szerint. Minogue Keith Washington-nal közös duettje, az „If You Were with Me Now” egy nem szexuális töltetű, szentimentális ballada. Az album címadó dalában, a „Let’s Get to It”-ben, melyet Stock és Waterman írt, Minogue arra ösztönzi szerelmét, hogy „emeljék kapcsolatukat egy magasabb szintre”. Ezt követi a house dal, a „Right Here, Right Now”, melynek semmi köze Minogue azonos című 2015-ben kiadott dalához, melyet az olasz producerrel, Giorgio Moroder-rel készített. A „Live and Learn” című dalban Minogue arról énekel, hogy éljük az életünket teljes bedobással. Ezt a dalt az akusztikus ballada, a „No World Without You” követi. A lemez záródalának szánt hat perces techno-pop dalban, a „I Guess I Like It Like That”-ben fellelhető egy bizonyos stadionos hangzás, mely az egész dal alapjául szolgál.

## Promóció
A Let’s Get to It népszerűsítése végett 1991 októberében és novemberében bejárta Európát a Let’s Get to It Tour elnevezésű turné keretében. Ez a turné korábbi Rhythm of Love Tour koncertsorozatának a felfrissített verziója volt, melynek színpadi kosztümjeit John Galliano divattervező álmodta meg. A kosztümök közt látható volt műanyag esőkabát, fekete neccharisnya harisnyakötővel, fekete estélyi ruha, csúcsos melltartó és szűk fekete rövidnadrágok. A koreográfia szuggesztívabb volt, és a Rhythm of Love Tour-hoz hasonlóan, Minogue-ot kritizálták a Let’s Get to It Tour provokatív természete miatt, melyet „pornográfnak” neveztek és szintén Madonna 1987-es Who’s That Girl World Tour-jához hasonlítottak. Az EMI 1992-ben nemzetközileg kiadta a Live! című videóalbumot, melyen a Let’s Get to It Tour Dublin-ban a Point Theatre-ben 1991. november 8-án megrendezett utolsó koncert kapott helyet. Ausztráliában a Mushroom Records adta ki a videóalbumot Live in Dublin címmel.

## Kislemezek
A „Word is Out” 1991 augusztusában jelent meg első kislemezként a „Say the Word – I’ll Be There”-rel a B-oldalon, melyeket májusban vett fel még ugyanabban az évben. A videóját James Lebon rendezte és Camden Lock-ban forgatták. A videóban feltűnik a brit televíziós személyiség, Davina McCall, melyben Minogue csábítóan táncol az utcán harisnyában és harisnyakötőben. Az ehhez kapcsolódó televíziós promóció ugyanezt a szexuális témát követte. A „Word is Out” az angol kislemezlista 16. helyét szerezte meg, mellyel ez lett Minogue első kislemeze, mely nem lett Top 10-es és ezzel megszakadt az eddigi egymást követő tizenhárom Top 10-es kislemezek listája. Ennek ellenére tizedik lett Ausztráliában és nyolcadik Írországban. A lemez második kislemezeként az „If You Were with Me Now” című duett lett kiadva Keith Washington-nal 1991 októberében. Minogue és Washington először a videó forgatásán találkoztak. Az „If You Were with Me Now” a negyedik helyet szerezte meg az Egyesült Királyságban, ezzel ez lett Minogue első Top 5-ös dala, melynek társszerzője volt. Hetedik lett Írországban és 23. lett Ausztráliában. 1992 januárjában a „Give Me Just a Little More Time” a lemez harmadik kislemezeként lett kiadva. Második lett az Egyesült Királyságban és ez lett a legmagasabb listás helyezést elért kislemez a Let’s Get to It lemezről. A kislemez Top 20-as lett Írországban és Belgiumban. A kislemez B-oldalára a „Do You Dare” került. Eredetileg a „Finer Feelings” lett volna a második kislemez, de lecserélték az „If You Were with Me Now”-ra. A dal remixét 1992 áprilisában a Brothers in Rhythm adta ki. Később az 1990-es évek során számos alkalommal dolgoztak együtt Minogue-gal. A remix közel hét perces és később ez lett a rádióverzió is. A kislemez Top 20-as lett az Egyesült Királyságban és Írországban is. A dal fekete-fehér videóját Párizsban forgatták.

## Kereskedelmi fogadtatás
A Let’s Get to It Minogue legkevésbé sikeres albumai közé tartozik. A lemez 15. helyet érte el az Egyesült Királyságban miután megjelent, ezzel ez lett az első lemeze, mely nem jutott be a Top 10-be. 1992 januárjában a lemez visszakerült a listára egy hétre a 68. helyet megszerezve. Amikor a „Give Me Just a Little More Time” második lett az Egyesült Királyságban a Let’s Get to It visszakerült a lemez az angol lemezeladási listára, ahol az 50. helyezést érte el. A lemez összesen tizenkét hetet töltött a listán, mely abban az időben Minogue lemezei közül a legrövidebb ideig listán szereplő albuma volt. Hazájában, Ausztráliában a lemez a 13. helyet szerezte meg és csak öt hétig szerepelt a listán. Ennek ellenére Ausztráliában aranylemez státuszt ért el 1992 márciusában több, mint 35 000 eladott példányának köszönhetően. Az album 37. lett Japánban az Oricon listán, mellyel egymásután a harmadik Top 40-es lemeze lett ott. Három hétig szerepelt a japán listán és 2006-ig 25 000 példányban talált ott gazdára. Az európai Top 100-as albumlistán az 59. helyet érte el az 1991. november 9-i héten.

## Számlista
|     | Cím                                                 | Szerző(k)                                                 | Hossz |
| --- | --------------------------------------------------- | --------------------------------------------------------- | ----- |
| 1.  | Word is Out                                         | Mike Stock, Pete Waterman                                 | 3:35  |
| 2.  | Give Me Just a Little More Time                     | Ronald Dunbar, Edyth Wayne                                | 3:08  |
| 3.  | Too Much of a Good Thing                            | Kylie Minogue, Stock, Waterman                            | 4:24  |
| 4.  | Finer Feelings                                      | Stock, Waterman                                           | 3:54  |
| 5.  | If You Were with Me Now (duett Keith Washingtonnel) | Minogue, Stock, Waterman, Keith Washington                | 3:11  |
| 6.  | Let’s Get to It                                     | Stock, Waterman                                           | 4:49  |
| 7.  | Right Here, Right Now                               | Minogue, Stock, Waterman                                  | 3:52  |
| 8.  | Live and Learn                                      | Minogue, Stock, Waterman                                  | 3:15  |
| 9.  | No World Without You                                | Minogue, Stock, Waterman                                  | 2:46  |
| 10. | I Guess I Like It like That                         | Minogue, Stock, Waterman, Phil Wilde, Jean-Paul de Coster | 6:00  |

## Helyezések
| Albumlista (1991)                    | Legjobb helyezés |
| ------------------------------------ | ---------------- |
| Ausztrália (ARIA Charts)             | 13               |
| Európa (European Top 100 Albums)     | 59               |
| Japán (Oricon)                       | 37               |
| Egyesült Királyság (UK Albums Chart) | 15               |

## Minősítések és eladási adatok
| Ország            | Minősítés  | Eladás  | Alapul        |
| ----------------- | ---------- | ------- | ------------- |
| Ausztrália (ARIA) | Aranylemez | 35 000+ | Szállításokon |
| Japán             | –          | 25 300+ | Szállításokon |